# ジェームズ・セシル・パーク
ジェームズ・セシル・パーク（James Cecil Parke, 1881年7月26日 - 1946年2月27日）は、アイルランド・モナハン県クローネス出身の男子テニス選手。1912年の全豪選手権男子シングルス・ダブルス優勝、1914年のウィンブルドン選手権混合ダブルス優勝、1908年のロンドン五輪男子ダブルス銀メダルなど、多彩な経歴を残した選手である。パークは多種目のスポーツに優れた技量を持ち、テニス・ラグビー・クリケット・チェス・陸上競技の5種目でアイルランド代表選手を務め、スクラッチゴルファー（ハンデキャップ0のゴルファー）としても著名であったことから「アイルランド最大の万能スポーツ選手」という評価を得た。

## 経歴
パークは少年時代、チェスの神童として名声を得ていた。その後ダブリンのトリニティ・カレッジに進学し、1901年から1908年までラグビーのアイルランド代表選手を務める。彼のポジションはセンター・スリークォーターバックで、通算3度アイルランド代表チームの主将に選ばれ、1903年から1907年までの間にアイルランド代表チームで20勝を挙げた。ラグビーと並行してテニスでも優れた成績を出し始め、1904年にテニスの「アイルランド男子シングルス選手権」で初優勝を果たす。1908年、パークは男子テニス国別対抗戦・デビスカップの代表選手に選ばれた。当時のデビスカップでは、アイルランドの選手は「イギリス諸島」（British Isles）の代表としてプレーした。デビスカップの同僚選手ジョシア・リッチー（1870年 - 1955年）とともに、パークはロンドン五輪にテニス選手として参加し、男子ダブルスで銀メダルを獲得した。
1908年のロンドン五輪では、テニス競技は通常の屋外競技に加えて「室内競技」（オリンピック記録では“Indoor Courts”と記載）の2種類が実施された。パークとリッチーが男子ダブルスの銀メダルを獲得したのは、通常の屋外競技である。2人は決勝戦で、同じイギリス代表選手のレジナルド・ドハティー（1872年 - 1910年）&ジョージ・ヒルヤード（1864年 - 1943年）組に 7-9, 5-7, 7-9 のストレートで敗れた（第1セット・第3セットの2つ「7-9」がある）。この変則的な方式の大会では、屋外競技は男子シングルス45名、男子ダブルス21組で優勝を争ったのに対して、室内競技は男子シングルス10名、男子ダブルス5組のみの戦いであった。室内競技は1912年ストックホルム五輪でも実施されたが、ロンドンとストックホルムの2大会のみで廃止された。
ロンドン五輪から4年後の1912年、ジェームズ・パークはキャリアで唯一の全豪選手権に出場し、この大会で単複優勝を飾った。1912年全豪選手権の開催会場は、遠方のニュージーランド・ヘイスティングスであったことから、オーストラリアの選手が1人も出場せず、地元ニュージーランドの選手とイギリス人選手4名で優勝を争った。イギリス諸島から遠征した4人の選手は、パークとアルフレッド・ビーミッシュ（1879年 - 1944年）、チャールズ・ディクソン（1873年 - 1939年）、ゴードン・ロウ（1884年 - 1972年）であった。男子シングルス決勝で、パークはビーミッシュに 3-6, 6-3, 1-6, 6-1, 7-5 のフルセットで競り勝った。ダブルスではディクソンと組み、ビーミッシュとロウの組を 6-4, 6-4, 6-2 のストレートで圧倒した。なお、全豪選手権のニュージーランド開催は1906年と1912年の2度だけで終わった。
1912年から1914年にかけて、パークはウィンブルドン選手権でエセル・トムソン・ラーコム（1879年 - 1965年）と混合ダブルスのペアを組んだ。1912年までは、女子ダブルスと混合ダブルスの2部門はウィンブルドン選手権の公式競技ではなく、「選手権公認外競技」（Non-Championship Event）として扱われていた。1912年の混合ダブルス「選手権公認外競技」で、パークとラーコムはアルバート・プレブル&ドラ・ブースビー組を破って優勝する。1913年から、女子ダブルスと混合ダブルスはウィンブルドン選手権の正式競技に加えられ、優勝記録表にも公式記録として記載されるようになった。混合ダブルスの第1回公式競技大会（Full Championship Event）にて、パークとラーコムは決勝でホープ・クリスプ&アグネス・タッキー組と対戦した。ところが、第2セットの途中（ゲームカウント：6-3, 3-5）でアクシデントが起こり、相手組選手の打球がラーコムの目に当たってしまう。ここで2人は途中棄権を余儀なくされ、パークとラーコムは最初の混合ダブルス公式優勝を逃した。翌1914年の混合ダブルスで、2人はアンソニー・ワイルディング（ニュージーランド）&マルグリット・ブロクディス（フランス）組を 4-6, 6-4, 6-2 の逆転で破り、公式競技になってからの初優勝を果たした。パークのウィンブルドン成績は「1914年混合ダブルス優勝」のみが公式記録として記載される。同選手権のシングルスでは、1910年と1913年の準決勝進出が自己最高成績だった。
1914年に第1次世界大戦が勃発すると、ジェームズ・パークもイギリス連合軍に入った。1915年にガリポリの戦い（ダーダネルス作戦）が行われ、パークは戦場のダーダネルス海峡で負傷した。この知らせは、遠くオーストラリア・ブリスベンで開かれていた1915年全豪選手権の会場にまで届いた。パークは無事に世界大戦を生き延び、終戦後のテニス界に復帰を果たす。1920年のウィンブルドン選手権で、パークはアルガーノン・キングスコート（1888年 - 1964年）と男子ダブルスのペアを組んだ。当時のウィンブルドン選手権は、シングルス・ダブルスとも「チャレンジ・ラウンド」（挑戦者決定戦）と「オールカマーズ・ファイナル」（大会前年度優勝者とチャレンジ・ラウンド勝者とで優勝を争う）の競技方式で行われていた。パークは世界大戦前、1911年-1913年の3年連続で男子ダブルスの「チャレンジ・ラウンド」決勝敗退があった。1920年の大会では、男子ダブルスの前年度優勝ペアが出場しなかったことから、チャレンジ・ラウンド決勝で優勝を争った。パークとキングスコートは、チャレンジ・ラウンド決勝でアメリカペアのリチャード・ウィリアムズ&チャールズ・ガーランド組に 6-4, 4-6, 5-7, 2-6 で敗れて準優勝に終わった。シングルスでは、パークは3回戦でビル・チルデンに敗退するが、パートナーのキングスコートも4回戦でチルデンに敗れた。ウィンブルドン選手権終了後のデビスカップでも、イギリス諸島の代表チームはアメリカに歯が立たず、パークはチルデンとビル・ジョンストンに全敗を喫してしまう。パークは1920年を最後に、ウィンブルドン選手権とデビスカップから退いた。
ジェームズ・セシル・パークは第1次世界大戦からの帰還後、ウェールズのランディドノーに住み、44歳を迎える1925年までテニス経歴を続行した。引退後は事務弁護士の仕事についた「アイルランド最大の万能スポーツ選手」は、1946年2月27日にランディドノーで64年の生涯を終えた。パークは大部分のトロフィーを姪に遺贈し、彼女は自分の死に先立って、おじの獲得したトロフィーを「モナハン県立博物館」に寄贈した。

## 主な成績
- 全豪選手権 男子シングルス・男子ダブルス優勝（1912年） ［唯一の出場］
- ウィンブルドン選手権 混合ダブルス：2勝（1912年・1914年）/男子ダブルス準優勝：1920年 ［1912年の混合ダブルスは「選手権公認外競技」として行われた］
- オリンピック 1908年ロンドン五輪・男子ダブルス銀メダル